# Dinatrium-4,4′-dinitrostilben-2,2′-disulfonat
Dinatrium-4,4′-dinitrostilben-2,2′-disulfonat ist eine chemische Verbindung und ein Derivat von Stilben.

## Gewinnung und Darstellung
Dinatrium-4,4′-dinitrostilben-2,2′-disulfonat kann durch Sulfonierung von 4-Nitrotoluol zu 4-Nitrotoluol-2-sulfonsäure und dessen anschließende Oxidation mit Natriumhypochlorit gewonnen werden. Arthur George Green und André Wahl berichteten zuerst über diese Synthese der Verbindung. Das Besondere an dieser Synthese ist die oxidative C=C-Bindungsknüpfung.

## Verwendung
Dinatrium-4,4′-dinitrostilben-2,2′-disulfonat wird als Zwischenprodukt zur Herstellung von Farbstoffen (wie zum Beispiel C.I. Direct Yellow 11 und 12) verwendet.